# Circondario di Cagliari
Il circondario di Cagliari era uno dei circondari in cui era suddivisa l'omonima provincia.

## Storia
In seguito all'annessione della Lombardia dal Regno Lombardo-Veneto al Regno di Sardegna (1859), fu emanato il decreto Rattazzi, che riorganizzava la struttura amministrativa del Regno, suddiviso in province, a loro volta suddivise in circondari.
Il circondario di Cagliari fu creato come suddivisione della provincia omonima.
Con l'Unità d'Italia (1861) la suddivisione in province e circondari fu estesa all'intera Penisola, lasciando invariate le suddivisioni stabilite dal decreto Rattazzi.
Il circondario di Cagliari fu abolito, come tutti i circondari italiani, nel 1927, nell'ambito della riorganizzazione della struttura statale voluta dal regime fascista. Tutti i comuni che lo componevano rimasero in provincia di Cagliari.

## Suddivisione
Nel 1863, la composizione del circondario era la seguente:
- mandamento I di Barumini
  - comuni di Barumini; Gesturi; Las Plassas; Tuili; Villanovafranca.
- mandamento II di Cagliari
  - comune di Cagliari (Castello e Stampace)
- mandamento III di Cagliari
  - comune di Cagliari (Marina)
- mandamento IV di Decimomannu
  - comuni di Assemini; Decimomannu; Decimoputzu; Elmas; Uta; Villaspeciosa.
- mandamento V di Guasila
  - comuni di Barrali; Guamaggiore; Guasila; Ortacesus; Pimentel.
- mandamento VI di Lunamatrona
  - comuni di Forru[2]; Lunamatrona; Pauli Arbarei; Siddi; Ussaramanna; Villanovaforru.
- mandamento VII di Mandas
  - comuni di Donigala Siurgus; Gesico; Goni; Mandas; Siurgus.
- mandamento VIII di Monastir
  - comuni di Monastir; San Sperate; Ussana; Villasor.
- mandamento IX di Muravera
  - comuni di Muravera; San Vito; Villaputzu.
- mandamento X di Nuraminis
  - comuni di Nuraminis; Samatzai; Serrenti; Villagreca.
- mandamento XI di Pauli Gerrei[3]
  - comuni di Armungia; Ballao; Pauli Gerrei[3]; Silius; Villasalto
- mandamento XII di Pula
  - comuni di Capoterra; Pula; San Pietro Pula; Sarroch.
- mandamento XIII di Quartu
  - comuni di Quartu; Quartucciu; Villasimius.
- mandamento XIV di San Gavino[4]
  - comuni di Pabillonis; San Gavino[4]; Sardara.
- mandamento XV di Sanluri
  - comuni di Furtei; Sanluri; Segariu; Villamar.
- mandamento XVI di San Pantaleo
  - comuni di Donori; San Pantaleo; Serdiana; Sicci; Soleminis.
- mandamento XVII di Selargius
  - comuni di Pauli Pirri; Pirri; Selargius; Sestu.
- mandamento XVIII di Senorbì
  - comuni di Arixi; Sant'Andrea Frius; San Basilio; Selegas; Senorbì; Seuni; Sisini; Suelli.
- mandamento XIX di Serramanna
  - comuni di Samassi; Serramanna.
- mandamento XX di Sinnai
  - comuni di Burcei; Mara Calagonis; Settimo San Pietro; Sinnai.